# State of Disgrace
State of Disgrace är ett musikalbum från 2012 av Corroded

## Låtlista
1. "Oderint Dum Metuant" - 00:56
2. "Let Them Hate As Long As They Fear" - 04:19
3. "More Then You Can Chew" - 02:46
4. "I Will Not" - 03:09
5. "Uncommon Sense" - 04:55
6. "I Am The God" - 04:23
7. "Belive In Me" - 04:17
8. "Beautiful Revolution" - 03:34
9. "Dirt" - 03:55
10. "As I Am" - 03:57
11. "Clean My Guns" - 03:25
12. "Stop Me From Screaming" - 03:45